# Santo Mazzarino
Santo Mazzarino (Catania, 27 gennaio 1916 – Roma, 18 maggio 1987) è stato uno storico italiano, interessato in particolare al mondo antico.

## Biografia
Dopo aver manifestato, fin da bambino, una particolare propensione per le lingue antiche, con la lettura dei poemi omerici in greco antico già durante le scuole elementari, nel 1932, a soli sedici anni si iscrisse alla Facoltà di Lettere dell'Università di Catania, dove si laureò nel giugno del 1936, con una tesi "Intorno alla storia romana del periodo stiliconiano", discussa, approvata con lode e diritto di stampa, avendo come relatore Luigi Pareti. Nel dicembre dello stesso anno la tesi fu premiata dall'Università di Firenze con il Premio Cantoni, relatore Giulio Giannelli. La tesi, dopo ampia rielaborazione, fu pubblicata nel 1942, col titolo di Stilicone. La crisi imperiale dopo Teodosio,  come fascicolo terzo della Collana Studi pubblicata dal Regio Istituto Italiano per la Storia Antica. In quello stesso mese, grazie a una borsa di studio, si trasferì per un anno all'Università di Monaco di Baviera per seguire corsi di perfezionamento in storia antica sotto la direzione di Walter Otto e Rudolf Pfeiffer.
Insegnò all'Università di Catania e poi all'Università "La Sapienza" di Roma, dove fu ordinario di Storia romana.
Fu socio nazionale dell'Accademia Nazionale dei Lincei.
Tra i suoi allievi, vi sono Giuseppe Giarrizzo, Mario Mazza, Andrea Giardina, Elio Lo Cascio, Maria Adele Cavallaro, Augusto Fraschetti, Federico De Romanis, Mauro De Nardis, Rosario Soraci.
Benché il suo nome sia legato soprattutto all'età tardo-antica, di cui fu formidabile e originale interprete (Stilicone; Aspetti sociali del IV secolo; Storia sociale del Vescovo Ambrogio; Antico, tardoantico ed era costantiniana), le sue ricerche spaziano dalla grecità ionica a Roma arcaica e imperiale (Fra Oriente e Occidente; Dalla monarchia allo stato repubblicano; L'impero romano), allo studio della decadenza e fine di Roma (La fine del mondo antico), fino a toccare problemi di storiografia (Storia romana e storiografia moderna; Vico, l'annalistica e il diritto).
La sua opera maggiore, Il pensiero storico classico, costituisce ancor oggi una tappa fondamentale e insostituibile per chi voglia ripercorrere l'antichità e reinterpretare il pensiero degli storici che ce l'hanno tramandata, con occhio nuovo e originale. Questo libro è stato oggetto di ripubblicazione. Attualmente la riedizione dei suoi principali testi è un progetto editoriale portato avanti dalla casa editrice Bollati Boringhieri.

## L'idea della decadenza
In un articolo uscito alla fine degli anni Ottanta del Novecento, Fulvio Tessitore ha scritto che vi è un'idea che caratterizza e domina l'opera storiografica di Santo Mazzarino, è l'idea della decadenza, e riporta questo passo dello stesso storico: «La meditazione sulle epoche di travaglio e di radicali catastrofi è il più fascinoso, ma anche il più grave, dei problemi che si presentano all'umanità: è il problema stesso della validità di costituzioni che l'uomo amerebbe ritenere eterne, e che la travolgente vicenda può distruggere». Secondo Tessitore «Prima di ogni altro il confronto per Mazzarino, storico di formazione crociana, pur rapidamente superata già intorno alla metà degli anni quaranta, andava instaurato con Vico».

## Vita privata
Era fratello del latinista e politico Antonio Mazzarino.

## Opere
- Stilicone. La crisi imperiale dopo Teodosio, Collana Studi pubblicati dal R. Istituto Italiano per la Storia Antica - Fascicolo terzo, Roma, Angelo Signorelli, 1942. - Collana Storica Rizzoli, Milano, Rizzoli, dicembre 1990, ISBN 978-88-173-3616-1.
- Dalla monarchia allo stato repubblicano. Ricerche di storia romana arcaica, 1945; Collana Storica Rizzoli, Milano, Rizzoli, 1992, ISBN 978-88-173-3627-7.
- Serena e le due Eudossie, Roma, Istituto Nazionale di Studi Romani, 1946.
- Introduzione alle guerre puniche, Catania, G. Crisafulli editore, 1947, SBN UFI0221417. - Collana BUR Saggi e Documenti, Milano, Rizzoli, luglio 2003, ISBN 978-88-171-0104-2.
- Fra Oriente e Occidente. Ricerche di storia greca arcaica, 1947; Collana Storica Rizzoli, Milano, Rizzoli, 1989; Milano, BUR, 1999; Introduzione di Filippo Cassola, Collana Universale n.529, Torino, Bollati Boringhieri, 2007.
- Aspetti sociali del quarto secolo: ricerche di storia tardo-romana, L'Erma di Bretschneider, Roma, 1951; a cura di E. Lo Cascio, Collana BUR La Scala, Milano, Rizzoli, 2002, ISBN 978-88-171-2805-6.
- Storia romana e storiografia moderna, Napoli, Conte, 1954.
- L'impero romano, in Trattato di storia romana. Volume secondo, Roma, Tumminelli, 1956; II ed. riveduta, Tumminelli, 1962; 3 voll., Collana Universale nn.243-244-245, Bari, Laterza, 1973; Collana Biblioteca Universale n.108, Laterza, 1984 - XV ed., 2006, ISBN 978-88-420-2377-7; Collana Biblioteca Storica, Laterza, 2010, ISBN 978-88-420-9286-5; Collana I Classici della Storia n.13, Mondadori, 2010; Prefazione di Andrea Giardina, Collana Cultura Storica, Roma-Bari, Laterza, 2024, ISBN 978-88-581-5530-1.
- La fine del mondo antico, Milano, Garzanti, 1959, SBN RAV0218402. - a cura di Pietro Citati, Collana Osservatorio italiano, Milano, Rizzoli, 1988, ISBN 88-17-85550-2; Collana Universale, Torino, Bollati Boringhieri, 2008, ISBN 978-88-339-1948-5.
- Il pensiero storico classico, 3 voll., Collezione Storica, Bari, Laterza, 1966. (Premio Viareggio per la Saggistica, 1967[6]).
- Vico, l'annalistica e il diritto, Napoli, Guida, 1971, ISBN 978-88-704-2466-9.
- Il basso impero. Antico, tardoantico ed era costantiniana, 2 voll., Bari, Dedalo, 1974-1980.
- Storia sociale del vescovo Ambrogio, a cura di Vincenzina Mazzarino e Giovanna Mazzarino, Roma, L'Erma di Bretschneider, 1989, ISBN 88-7062-664-4.
- Pirandello. La storia dell'Italia moderna e antica, a cura di M.A. Cavallaro, WriteUp, 2022, ISBN 979-12-803-5342-9.